# Laura Gilpinová

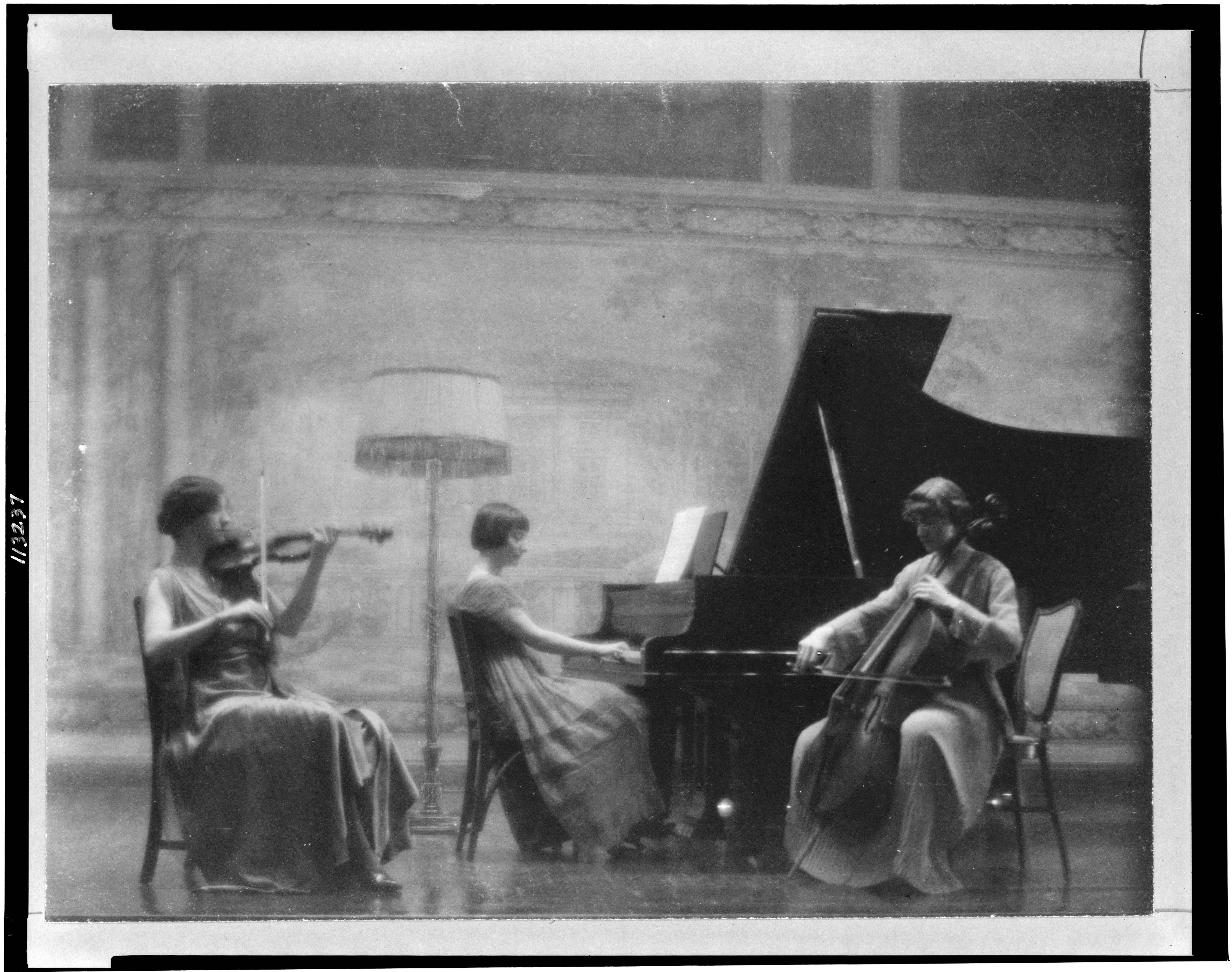
Laura Gilpin: The prelude, 1917

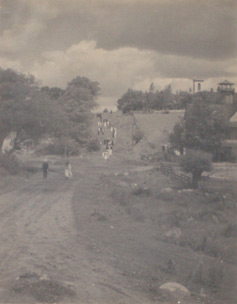
Laura Gilpin: Sunday After Church, 1919

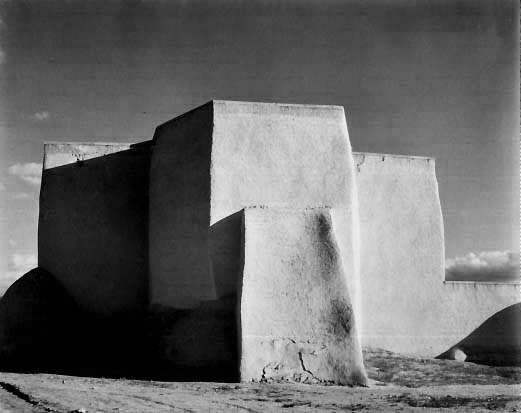
Laura Gilpin: Rancho de Taos Mission, Nové Mexiko, 1930

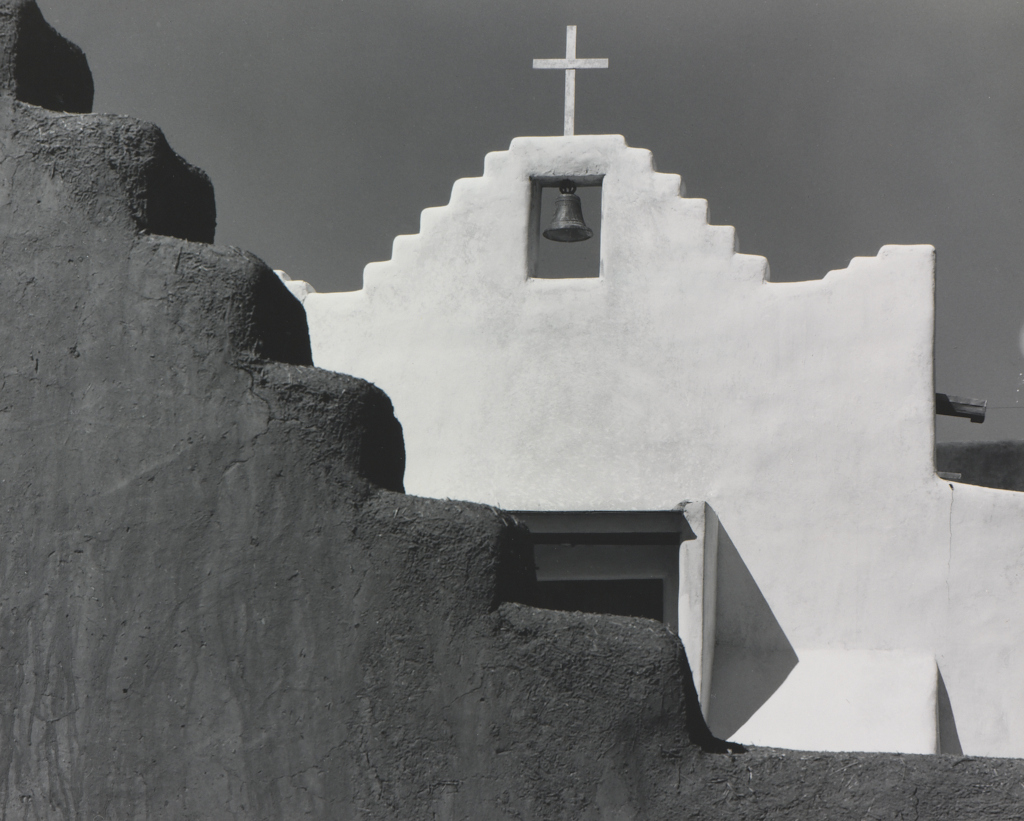
Laura Gilpin: Church at Picuris Pueblo, New Mexico, 1963

Laura Gilpinová (nepřechýleně Gilpin; 22. dubna 1891 – 30. listopadu 1979) byla americká fotografka. Je známá svými fotografiemi amerických indiánů, zvláště kmenů Navajo a Pueblo a krajin jihozápadní Ameriky. Začala fotografovat již v mladém věku a fotografii vystudovala v New Yorku v letech 1916 – 1917 na škole Clarence Hudsona Whitea. Pak se vrátila do svého domova v Coloradu a začala působit jako profesionální fotografka.

## Životopis
Gilpinová byla dcerou Franka Gilpina a Emmy Millerové. Frank byl farmář z Philadelphie, zatímco Emma vyrostla v St. Louis a v Chicagu. I když se Emma přestěhovala do Colorada, aby byla se svým manželem, toužila po kultivovanějším prostředí velkých měst. Když se narodila Laura, museli cestovat ze svého ranče v Horse Creek do Austin Bluffs asi 105 km, protože tam byl nejbližší lékař. Jelikož to bylo jejich první dítě, paní Emma Gilpinová chtěla v každém případě zajistit bezpečnost své dcery.
Laura v dětském věku trávila hodně času venku, její otec ji podporoval v kempování a turistice po krajinách Colorada. Její otec v té době hodně pracoval a střídal několik pracovních míst. V roce 1902 se přestěhoval do mexického Durangu, kde řídil důl. Několik měsíců poté se k němu připojila i matka a nechala své dvě děti (Lauru a jejího bratra) v péči ředitele školy, kam Laura chodila, Williamu Starkovi a jeho manželce.
V roce 1903 dostala Laura ke svým dvanáctým narozeninám fotoaparát Kodak Brownie a na Vánoce téhož roku dostala vývojnici. Laura používala tento fotoaparát nepřetržitě několik let. Rok 1904 považovala za velmi důležitý bod svého života. Během tohoto roku ji matka poslala na návštěvu její nejbližší přítelkyně a jmenovkyně Lauru Perryovou do St. Louis. Laura tam byla během velké výstavy Louisiana Purchase Exposition v Louisianě. Perryová byla slepá a úkolem Gilpinové bylo podrobně pro ni slovně popsat každý exponát. Navštěvovaly veletrh každý druhý den po dobu jednoho měsíce a jak později uvedla: „Tato zkušenost mě naučila druh pozorování, který bych se nikdy nenaučila.“
Její matka ji povzbuzovala v raném věku ke studiu hudby a byla vzdělávána na východních internátních školách, v letech 1904–1908 vystudovala New England Conservatory of Music (Hudební konzervatoř Nové Anglie). Na své první cestě na východ ji její matka vzala do New Yorku, aby si nechala udělat portrét od známé fotografky Gertrudy Käsebierové. Později, když se rozhodla stát fotografkou, Gilpinová požádal Käsebierovou, aby se stala její mentorkou. V průběhu let se rozvinulo jejich celoživotní přátelství.
Když rodinné finance klesaly, Gilpinová opustila školu a vrátila se do Colorada. Věnovala se výletům do okolí a často navštěvovala generála Williama Jacksona Palmera, který jezdil na koni na projížďky po okolí svého domova. Na těchto výletech Palmer učil Gilpinovou poznávat rostliny, zvířata a další divokou zvěř, kterou potkávali, položil základy její vášně pro krajinu, která se stala předmětem mnoha jejích fotografií.
Ve snaze podpořit rostoucí zájem o fotografování začala Gilpinová na ranči své rodiny chovat krůty. Její drůbeží obchod byl velmi úspěšný a psali o něm v denverských novinách v roce 1913. Byla schopna využít výtěžek z chovu krůt na financování výletů na Východní pobřeží, aby se dále zdokonalovala ve fotografování. Zatímco formálně studovala fotografii na východním pobřeží, Gilpinová pracovala na svých schopnostech s autochromy kdykoli to doma bylo možné. Fotografovala všechno od svých kuřat a krůt až po svého bratra a krajinu. Nakonec svůj obchod s krůtami opustila a rozvíjela dále jen svou fotografickou kariéru.
V roce 1916 se přestěhovala do New Yorku aby tam studovala fotografii, ale v roce 1918 se vrátila do Colorado Springs poté, co vážně onemocněla chřipkou. Její matka si najala zdravotní sestru Elizabethu Warham Forsterovou „Betsy“, aby se o ni starala. Gilpinová a Forsterová se spřátelily a později se z nich staly společnice. Gilpinová často fotografovala Forsterovou po více než padesát let, kdy byly spolu, a někdy ji aranžovala do scén s jinými lidmi, jako by byla součástí scény, do které náhodou přišla. Zůstaly spolu, s příležitostnými odloučeními v souvislosti cestováním za prací až do smrti Forsterové v roce 1972. Po návratu si Gilpinová otevřela vlastní komerční fotografické studio v Colorado Springs. V roce 1924 Pictorial Photographers of America zorganizovali Gilpinové její první samostatnou výstavu v New Yorku.
V roce 1924 zemřela její matka a zůstalo na ní, aby se starala o svého otce, který neustále cestoval za prací. V letech 1942 až 1944 žila ve Wichitě v Kansasu, kde pracovala pro společnost Boeing, pro kterou fotografovala letadla. Z firmy odešla v roce 1944, krátce po smrti svého otce a vrátila se do svého milovaného Colorada. Pokračovala v práci a fotografování na jihozápadě až do své smrti v roce 1979. Gilpinová zemřela 30. listopadu 1979 ve věku 88 let a je pohřbena na hřbitově Evergreen v Colorado Springs. Její přítelkyně Elizabeth „Betsy“ Warham Forsterová (1886–1972) je pohřbena na stejném hřbitově, ale na jiném místě.

## Vzdělávání a kariéra fotografky

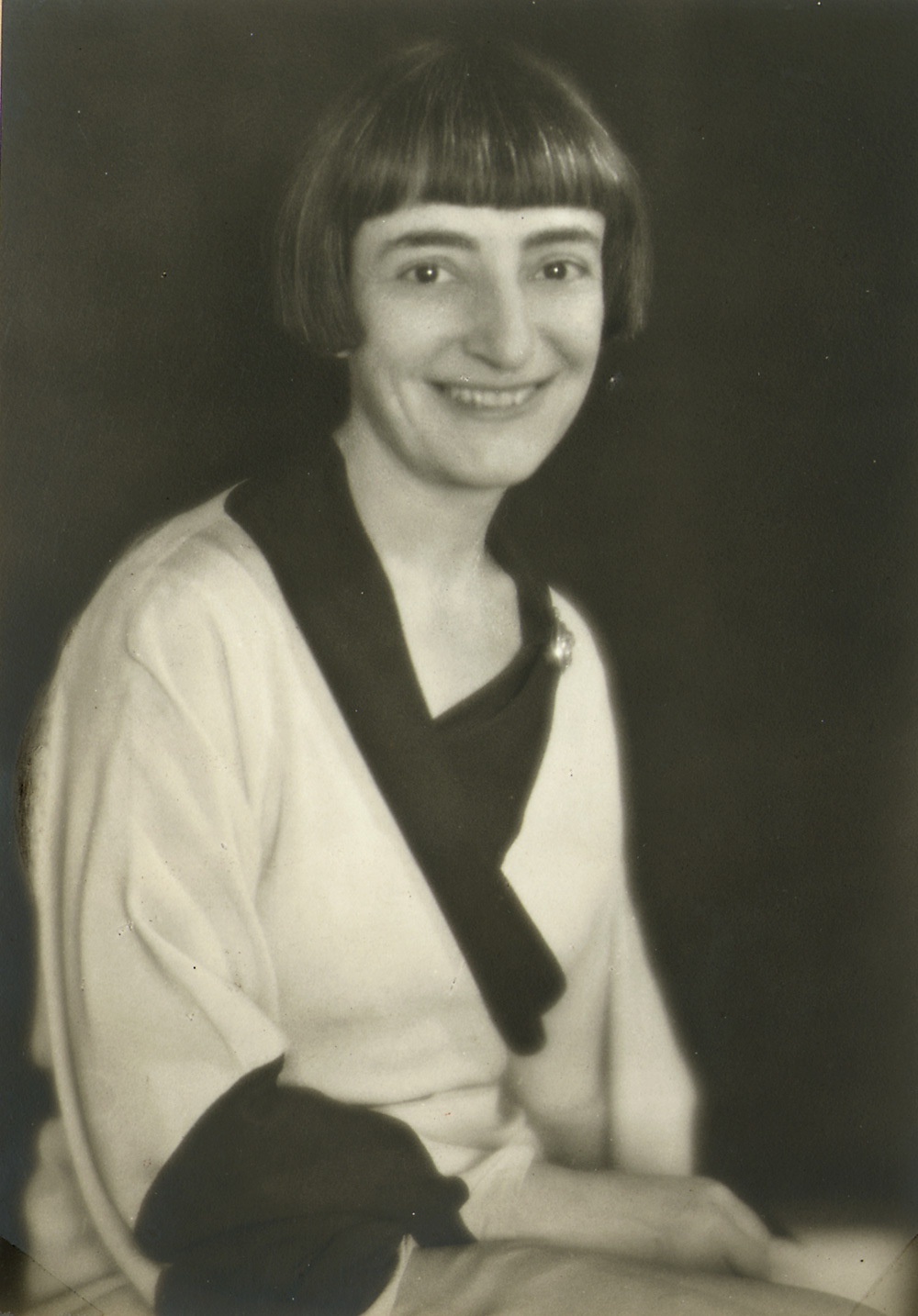
Sochařka a přítelkyně Brenda Putnamová (1890–1975), foto: neznámý autor

Gilpinová udělal svůj první autochrom v roce 1908, když jí bylo 17 let. Tato fotografická technika se v tomto roce stala široce dostupnou, o čemž svědčí i fakt, že Gilpinová se brzy fotografování věnovala naplno. V roce 1915 odjela na výstavu Panama-California Exposition v San Diegu a na výstavu Panama-Pacific International Exposition v San Franciscu jako společnice přítele její matky. Na těchto výstavách Gilpinová rozvinula svůj zájem o sochařství, architekturu a domorodé kultury. Později vzpomínala, že „v té době v Colorado Springs nebyl prakticky žádný zájem o umění. Vzpomínala, že Harvey Young byl jediný malíř ve městě a nemyslela si, že by tam vůbec byl sochař. O sochařství nevím vůbec nic.“ Gilpinová zde pořídila velké množství fotografií, z nichž některé se staly prvními, které vydala. Její fotografie klášterní křížové chodby z výstavy v San Diegu se stala její první výherní fotografií. Vyhrála měsíční soutěž, která byla sponzorována časopisem American Photography v květnu 1916.
Gilpinová se zajímala o architekturu a sochařství, především o to, jak světlo interaguje s trojrozměrnými formami. Začínala v roce 1916, Gilpinová žila s Brendou Putnamovou, sochařkou, která žila, věnovala se sochařství a vyučování v New Yorku v té době. Jejich čas jako spolubydlící byl začátkem toho, co by se stalo celoživotním přátelstvím Gilpinové a Putnamové, kteří se v práci navzájem podporovaly a často diskutovaly o umění. Gilpinová studovala sochařství s Putnamovou a často fotografovala její díla. Obě umělkyně zůstaly v úzkém kontaktu i poté, co Gilpinová opustila New York a odešla do Colorada a Nového Mexika.
Když se Gilpinová rozhodla, že chce vážně studovat fotografii, její rádce Gertrude Käsebierová jí doporučila, aby se přihlásila na Clarence White School v New Yorku. Zapsala se do 28-týdenní kurzu v říjnu 1916 a velmi rozšířila své fotografické znalosti a dovednosti. Hluboce obdivovala Whitea, kterého později nazvala „jedním z největších učitelů, kterého kdy poznala v jakémkoli oboru“. White věřil, že investice do emocionálního pocitu může pomoci, aby student pořídil dobrou fotografii. Podle Whitea nedělá dobrého fotografa něco, co bylo již vrozené. White také nerozděloval pojem umělecké a komerční fotografie. Na jeho škole se Gilpinová dozvěděla o fotografických procesech a alternativních tiskových metodách, včetně platinotisku, který pak během své kariéry používala. Gilpinová strávila léto po svém prvním školním roce na Clarence White School v Colorado Springs a pak se na podzim roku 1917 přesunula zpět do New Yorku. Patřila mezi studenty, ze kterých se časem stali významní fotografové, jako například Dorothea Langeová, Margaret Bourke-Whiteová, Anne Brigmanová, Paul Outerbridge, Anton Bruehl, Stella F. Simonová, Ralph Steiner, Doris Ulmannová, Margaret Watkinsová nebo Karl Struss. Whiteova škola byla velmi úspěšná.
Krátce po tom onemocněla chřipkou a nemohla půl roku fotografovat. Začala o ni pečovat Elizabeth Forsterová, zdravotní sestra, která se stala její celoživotní přítelkyní a společnicí. Když byla opět v pořádku, začala znovu pracovat a fotografovat, ale nikdy se do školy už nevrátila a její období formálního uměleckého studia tak skončilo.
Jak Gilpinová začala svou profesionální kariéru v roce 1918, její rodiče ji velmi podporovali. Tématem jejích raných prací byly portréty a známá a krajinářská místa v Colorado Springs. Laura se připojila k okruhu umělců v Colorado Springs, které byly spojeny s Broadmoor Art Academy v roce 1919. Gilpinová vytvořila fotografické brožury pro školu. Během této doby její hlavní zdroj práce byl tisk platinových portrétů místních lidí, kteří preferovali menší cenu za fotografií místo malovaného portrétu. Ve snaze zaměřit se na přirozeného ducha svých sedících, Gilpinová raději používala uvolněnější pozice a spoléhala na měkké přirozené světlo pro tyto portréty. Laura strávila 1920–1921 studiem portrétního sochařství v New Yorku s Brendou Putnamovou ve snaze vylepšit své portrétní fotografie.
Zatímco Gilpinová na výstavy a soutěže posílala zátiší a portréty, největší část úspěchu Gilpinové vycházela z popularity jejích fotografií krajiny Západu.  Její zájem o západní krajinu vznikl její výchovou v Colorado Springs, a byl ještě více rozšířen, když se na cestě do Mexika se svým otcem zastavila v Santa Fe a navštívila Muzeum Nového Mexika.
V roce 1922 Gilpinová podnikla výlet do Evropy, který ovlivnil její pozdější práci. Po této cestě začala respektovat a experimentovat s ostře prokreslenou fotografií a po setkání s dílem Williama Blakea se začala více zajímat o výrobu fotografických knih. Její zkušenosti v Evropě také rozšířily její znalosti o umění v dějinách umění a pomohly upevnit její identitu západoamerického jednotlivce. Tato zkušenost se sebeidentifikací podpořila její zájem o západní krajinu. Její práce byla posílena návštěvami rezervace Navajo v Red Rock Arizona, kde Elizabeth Forster nastoupila do zaměstnání zdravotní sestry. 
Gilpinová je považována za jednu z největších fotografek se specializací na platinotypii a mnoho jejích platinotisků je nyní v muzeích po celém světě. Řekla: „Vždy jsem milovala proces platinového tisku. Je to ten nejkrásnější obraz, jaký lze získat. Má největší škálu kontrastu. Není to složitý proces; zabere to jen čas.“
Během třicetiletého období od roku 1945–1975 byla její práce prezentována na více než stovkách samostatných a skupinových výstav. Práce Gilpinové je archivována v Centru pro kreativní fotografie na University of Arizona v Tucsonu v Arizoně.
Až do své smrti v roce 1979 působila jako fotografka a jako účastnice umělecké scény Santa Fe.
Její fotografické a další archivy jsou umístěny v Amon Carter Museum of American Art ve Fort Worth, Texas.

## Ceny a ocenění
- 1929: Deset fotografií Gilpinové zakoupila Knihovna Kongresu.[8]
- 1930: Gilpinová byly zvolena členkou Royal Photographic Society of Great Britain.[8]
- 1958: Stala se předsedkyní Indian Arts Fund, Santa Fe.[8]
- 1966: Oceněna St. John's College jako profesionální fotografka.[8]
- 1967: Ocenění certifikátem uznání za práci v oblasti indického umění Indickou radou pro umění a řemesla, zvolena čestnou členkou představenstva ve správní radě amerického výzkumu.[8]
- 1969: Vyhrála cenu Western Heritage Award, The Enduring Navaho First Award, 17th Annual Competition.[8]
- 1970: Oceněna čestným doktorátem Humane Letters Degree od University of New Mexico, Given the 1970 Headline Award, Albuquerque Professional Chapter, Theta Sigma Phi Society for Women in Journalism and Communications, ocenění „Hidalgo de Calificada Nobles“ za službu státu Nové Mexiko, Appointed Colonel, Aide-de-Camp, to Governor David Cargo of New Mexico.[8]
- 1971: Výzkumný grant Awarded Research Grant od School of American Research za fotografickou studii Canyon de Chelly, Presented First fine Arts Award by Industrial Photographers of the Southwest.[8]
- 1972: Given Brotherhood Award, National Conference of Christians and Jews.[8]
- 1974: Presented First Governor's Award for Outstanding Achievement in the Arts in New Mexico.[8]

## Publikace
- The Pueblos: A Camera Chronicle, Hastings House, 1941
- Temples in Yucatán: A Camera Chronicle of Hichen Itza, Hastings House, 1948
- The Rio Grande: River of Destiny, Duell, Sloan and Pearce, 1949
- The Enduring Navaho. [s.l.]: University of Texas Press, 1987. Dostupné online. ISBN 978-0-292-72058-9.
- The early work of Laura Gilpin, 1917-1932. [s.l.]: Center for Creative Photography, University of Arizona, 1981. reprint  Laura Gilpin: the early work. [s.l.]: Scheinbaum & Russek Ltd, 2005.
- Land Beyond Maps, 2009 is an historical novel about Laura Gilpin's experience photographing the Navajo people
- The Mesa Verde National Park: Reproductions from a Series of Photographs by Laura Gilpin, Colorado Springs: Gilpin Publishing Company, 1927.
- Historic Architecture Photography: The Southwest, The Complete Photographer. Vol. 6, str. 1986–94
- Kapitola o portrétu v Graphic Graflex Photography, 1945
- Laura Gilpinová a Martha A. Sandweiss. Laura Gilpin: An Enduring Grace: [produced in Conjunction with... an Exhibition Organized by the Amon Carter Museum... January 24-April 13, 1986...]. Amon Carter Museum, 1986.

## Individuální a čestné výstavy
- 1918: Clarence H. White School, New York. Honorable Mention at Joan of Arc Statue Competition. Camera Club Galleries, New York.[8]
- 1920: Pictorial Photographers of America Traveling Exhibition (šířená společností American Federation of Arts). London Salon of Photography (a putovní výstava).[8]
- 1924: Pictorial Photographers of America Invitational One-Man Show, New York. Baltimore Photographic Club.[8]
- 1933: Denver Art Museum. Century of Progress Worlds Fair, Chicago.[8]
- 1934: Library of Congress, Washington D.C. The Taylor Museum for Southwestern Studies, Colorado Springs. American Museum of Natural History Invitational One-Man Show. American Museum of Natural History, New York.[8]
- 1935: Madrid International Salon, Španělsko. Beacon School, Wellesley, Massachusetts.[8]
- 1956: American Museum of Natural History, New York.[8]
- 1957: Laboratory of Anthropology, Santa Fe. George Eastman House, Rochester, New York. Stillwater, Oklahoma.[8]
- 1966: St. John's College, Santa Fe 50th Anniversary Exhibition.[8]
- 1968: The Rio Grand: River of the Arid Land., Museum of Albuquerque. The Enduring Navaho, Amon Carter Museum of Western Art Fort Worth, Texas.[8]
- 1969: West Texas Museum, Texas Technological College, Lubbock. Photographs in Communication from the Reservation, Exhibition on Indian art and life, Riverside Museum, New York.[8]
- 1970: Retrospective 1923–1968, Exhibition of Photographs of Indian Culture of the Southwest and Yucatán, Institute of American Indian Arts, Santa Fe. Oklahoma City Art Museum.[8]
- 1971: St. John's College, Santa Fe.[8]
- 1973: Witkin Gallery, New York.[8]
- 1974: Major Retrospective Exhibition honoring 70 years in photography, Fine Arts Museum of New Mexico, Santa Fe a celostátní putovní výstava podporovaná Western Association of Art Museums.[8]